# مسجد قلعه بروجرد
مسجد قلعه مربوط به دوره اواخر دوره زندیه است و در بروجرد، خیابان شریعتی واقع شده‌است. به علت همجواری با دیواره‌های باروی قدیمی شهر، این مسجد به نام قلعه شهرت یافته‌است. مسجد قلعه در محله ای قدیمی به نام کوی علمدار واقع شده که بخشی از کوی بزرگ دودانگه بروجرد بوده‌است. این مسجد به صورت یک مجموعه بوده و در جوار آن، گرمابه عمومی، آب انبار و یخچال هم وجود داشته‌است که از بین رفته‌اند.

## مشخصات مسجد
مسجد قلعه دارای یک شبستان شمالی است که سقف آن به صورت طاق و تویزه آجری است که در تعمیرات بعدی، سقف ایوان با تیر چوبی پوشیده شده‌است. شبستان دیگری در ضلع جنوبی حیاط وجود دارد که سطح آن از کف حیاط حدود ۱۸۰ سانتی‌متر پایین‌تر است و پوشش سقف آن به‌صورت طاق و تویزه آجری است. مساحت مسجد قلعه ۸۵۰ متر مربع است که زیربنای شبستان‌های آن حدود ۵۳۰ متر مربع می‌شود.